# Riendas

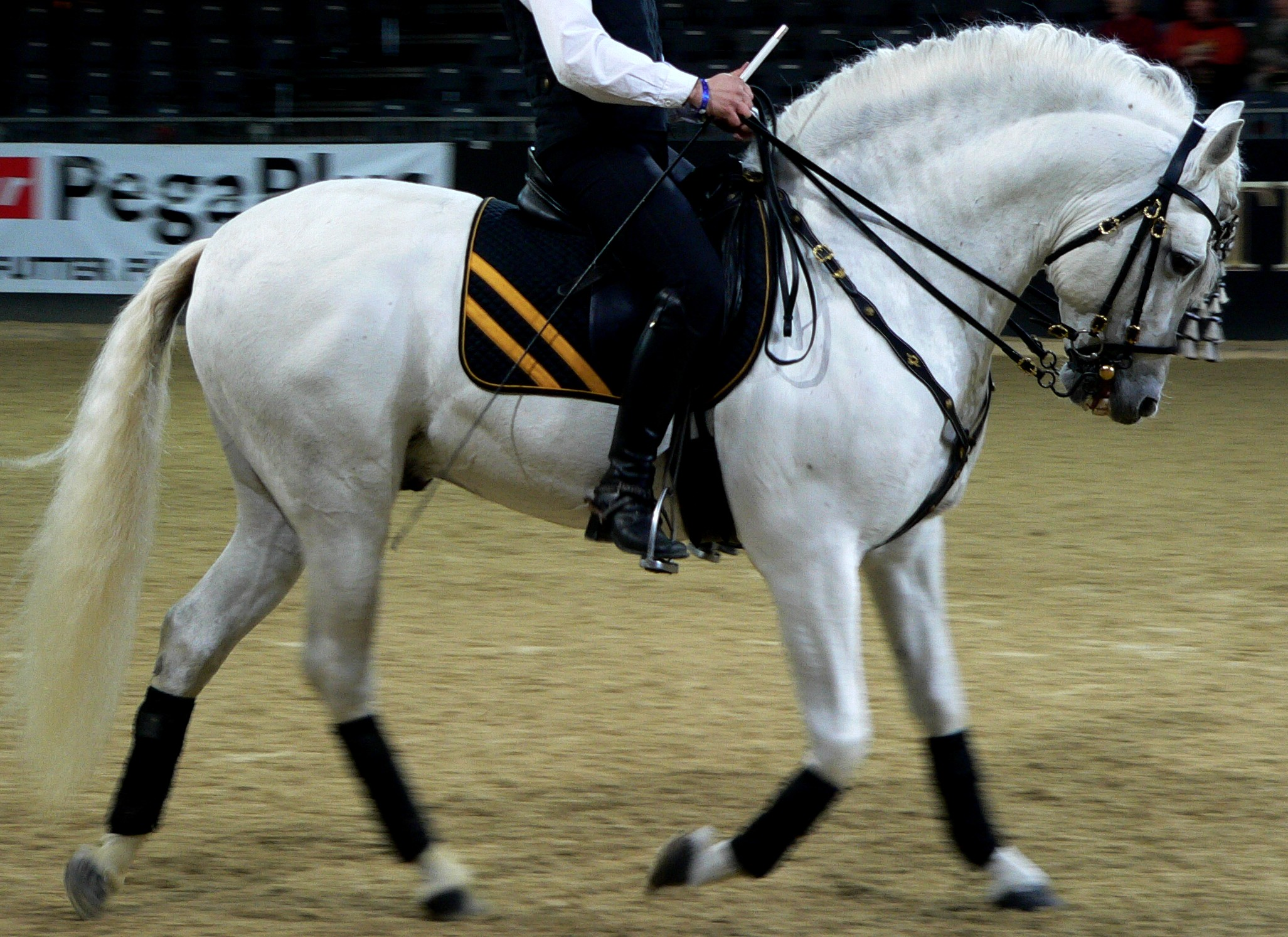
Las riendas se utilizan para dirigir al animal

Se denomina rienda a la correa o correas que el jinete rinde, sujeta y maneja. Se utiliza habitualmente en plural para designar las correas que sirven para gobernar las guías en los tiros de mulas o caballos.
Las riendas son unas correas de cuero que están sujetas al bocado a ambos lados de la boca del caballo y que van una por cada lado del cuello hasta las manos del jinete. Se llaman falsas riendas las correas semejantes a las riendas de la brida que por uno de sus extremos se aseguran en las cintas de la silla de montar y se pasan por el otro por las anillas del cabezón con objeto de recoger y sujetar la cabeza del caballo que se resiste a doblar el cuello a uno u otro lado.

## Usadas para enseñar
Existe un tipo de riendas correctoras que se utilizan para corregir la posición de la cabeza del caballo, según lo necesite cada jinete. Estas riendas se fabrican con una cuerda, de cualquier tipo, en forma de cuerda para la escalada. Esta se sitúa dependiendo de lo que se quiera corregir. Para hacer que la cabeza del animal suba, se sitúa en las anillas habituales, con la diferencia de que se sitúa la mitad de la rienda sobre su nuca, luego se pasan los extremos por las anillas del filete y de ahí a las manos del jinete. Estas riendas tienen un efecto dinámico, y se usan en el momento en que el caballo está en movimiento, con cuidado, evitando que la cuerda resbale por el cuello del animal.
Si lo que se quiere, por el contrario, es bajarla, esta cuerda se sitúa de la misma forma, pero esta vez sobre los hombros del caballo por encima del cuello. En cambio, si lo que se quiere es juntar la cabeza con el cuello, la parte superior debe colocarse en la parte central del cuello de este.

## Usadas para montar
Las riendas son usadas para comunicarse con el caballo u otro animal de equitación. Con las riendas se puede doblar el cuello y animar a dar vuelta, o moverlos hacia atrás y pedir una velocidad lenta o elevada. Pero un jinete también debe usar señales de pierna y el peso del cuerpo. Cuando un jinete exprime su pierna, el caballo responde alejándose de la presión. Las riendas pueden usarse para advertir al caballo que el jinete está a punto de girar. Los lados de la boca de un caballo son sensibles; entonces tirando de las riendas se tira del mordedor, que entonces gira la cabeza del caballo a un lado.
Las riendas también son usadas para parar un caballo. Aplicando la presión de las riendas en un retroceso y sentando contra el movimiento del caballo por un momento, el jinete puede parar un caballo completamente o hacer que el caballo ande hacia atrás.

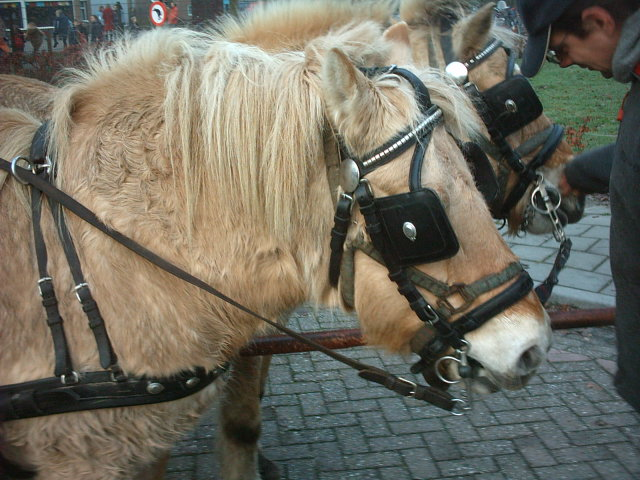
Caballo con riendas

## Riendas de arnés
Sobre algunos tipos de arneses se pueden apoyar anillos para llevar las rienda sobre el trasero del animal. Cuando los pares de caballos son usados en el transporte de un carro o un coche, es habitual que cada lado externo de cada par de caballos esté unido a las riendas y para unir por el interior de los anillos una correa de acortamiento. El conductor lleva el coche en forma de "cuatro en mano" o "seis en mano", siendo el número de rienda el que se une a los pares.

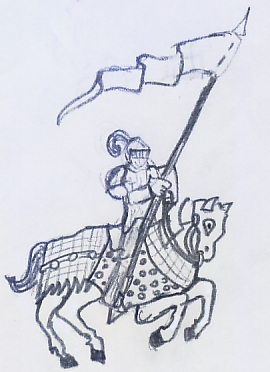
Desde tiempos de los egipcios, hasta la actualidad, se han utilizado las riendas para montar los caballos. En la ilustración, se pueden apreciar, unas riendas en el caballo que lleva a lomos un caballero medieval.